# Устинов, Антон Алексеевич
Устинов Антон Алексеевич (род. 20 апреля 1977, Балаково, Саратовская область) — председатель правления страховой компании «Согаз» (с 2016 года).

## Образование
Первое высшее образование получал в Саратовской государственной академии права, СГАП (ныне Саратовская государственная юридическая академия). Два года учился на очном отделении, потом перешел на заочное. Окончил СГАП в 1998 году с квалификацией «юрист». Проходил практику в судах и органах прокуратуры, участвовал в следственных мероприятиях.
В 2000 году окончил Российскую академию государственной службы (РАГС) при президенте РФ (ныне Российская академия народного хозяйства и государственной службы при президенте РФ) с квалификацией «менеджер». В том же году на кафедре государственного строительства РАГС защитил диссертацию по теме «Современный российский федерализм: конституционно-правовое регулирование», получив степень кандидата юридических наук.

## Карьера
В 1999 году Устинов работал ведущим специалистом и консультантом юридического управления Федеральной дорожной службы России.
С 1999 г. по 2000 г. занимал должности начальника отдела, заместителя начальника управления, начальника юридического управления Российского дорожного агентства. Отвечал за разрешение трудовых и хозяйственных споров, контракты.
С 2000 г. по 2004 г. занимал должности заместителя руководителя, а затем начальника юридического департамента в Министерстве РФ по налогам и сборам. Занимался подготовкой поправок в Налоговый кодекс РФ по введению единой ставки НДФЛ в размере 13 % вместо прогрессивной. Изменения вступили в силу с 2001 года.
Участвовал в разработке правовой базы для введения системы электронной обработки данных в налоговой сфере как стандарта в работе территориальных налоговых органов, формирования системы предоставления налоговых деклараций в электронном виде, подключения территориальных налоговых органов к ведомственной телекоммуникационной сети.
В 2003 году была введена «Упрощенная система налогообложения» для малого и среднего бизнеса. В ее подготовке принимал участие Антон Устинов. Система заменила несколько налоговых выплат на одну, снижая тем самым нагрузку на предпринимательское сообщество и способствуя его выходу из тени.
В 2004 году Министерство по налогам и сборам РФ было преобразовано в Федеральную налоговую службу (ФНС). В этом ведомстве Устинов получил должность главы юридического управления, которую занимал до 2008 года.
С 2008 года работал помощником, а с 2010 года - заместителем руководителя секретариата заместителя председателя правительства РФ Игоря Сечина. Занимал также пост ответственного секретаря Правительственной комиссии по вопросам развития топливно-энергетического комплекса, воспроизводства минерально-сырьевой базы и повышения энергетической эффективности экономики, возглавляемой Игорем Сечиным. Участвовал в обеспечении работы Министерства промышленности и торговли РФ (за исключением ОПК), Минэнерго, Министерства природных ресурсов РФ (а также Росприроднадзора, Роснедр, Федерального агентства водных ресурсов) и Ростехнадзора. Покинул занимаемые должности в 2012 году.
С 2012 г. по 2016 г. занимал должность советника президента РФ Владимира Путина по проблемам топливно-энергетического комплекса. Обеспечивал работу Комиссии по вопросам стратегии развития ТЭК и экологической безопасности., созданную в 2012 г..
31 марта 2016 г. стал председателем правления Страховой компании «Согаз». Продвигал стратегию диверсификации бизнеса. Компания стала развивать направление по работе в розничном сегменте. При Антоне Устинове компания разработала свой сервис онлайн-записи и платформу для телемедицины. В 2021 г. «Согаз» приобрел 20 % акций «Первого канала», а Устинов был включен в его совет директоров.
В 2018 г. Устинов организовал сделку по выкупу «ВТБ-Страхование». В результате «Согаз» стал крупнейшим игроком на рынке.
За четыре года руководства компанией Антоном Устиновым в два раза увеличилось количество заключенных «Согазом» договоров (без учета ОМС): 3,9 млн новых договоров в 2016 году, 8,29 млн в 2020 году.
В 2022 году Антон Устинов вошел в совет директоров VK.

## Награды и звания
- Благодарность президента РФ (2005)[1]
- Орден Почета (2007)[1][13]
- Почетная грамота Правительства РФ (2009)[1][14]
- Действительный государственный советник РФ 2-го класса (2011)[1]
- Орден «За заслуги перед Отечеством» IV степени (2012)[1][15]
- Почетный работник топливно-энергетического комплекса[1]